# 1965 no teatro

## Eventos
- Fundação do Grupo de Teatro de Letras em Lisboa.

## Nascimentos
| Data           | Nome                | Profissão           | Nacionalidade | Observações | Ref |
| -------------- | ------------------- | ------------------- | ------------- | ----------- | --- |
| 28 de Janeiro  | Marcello Antony     | ator                | Brasil        |             |     |
| 14 de Abril    | Fernando dos Santos | pintor e dramaturgo | Portugal      |             |     |
| 3 de Maio      | Betty Gofman        | atriz               | Brasil        |             |     |
| 15 de Setembro | Fernanda Torres     | atriz               | Brasil        |             |     |
| 19 de Agosto   | Maria de Medeiros   | actriz e cineasta   | Portugal      |             |     |
| 26 de Setembro | Alexandra Lencastre | actriz              | Portugal      |             |     |
| 27 de novembro | Antônio Monteiro    | ator e palhaço      | Brasil        |             |     |

## Mortes
| Data | Nome | Profissão | Nacionalidade | Observações | Ref |
| ---- | ---- | --------- | ------------- | ----------- | --- |